# Панаро, Алессандра
Алесса́ндра Пана́ро (итал. Alessandra Panaro; 14 декабря 1939, Рим, Италия — 1 мая 2019) — итальянская актриса. Более всего известна ролью в фильме Лукино Висконти «Рокко и его братья».

## Биография
Окончила актёрскую студию. Карьеру начала на телевидении в 1954 году, участвовала в музыкальных телешоу. С 1954 года — в кино. Дебютировала в комедии «Il barcaiolo di Amalfi» (1954, реж. Мино Роли). Первый успех к Алессандри Панаро пришёл вместе с комедией Дино Ризи «Красивые, но бедные» (1957). Актриса создавала яркие образы привлекательных, миловидных и одновременно озорных современниц. Запомнилась зрителям по ролям — Марчелли в лирической комедии Мауро Болдоньини «Влюблённые» (1955), в комедии «Lazzarella» (1957), подруги Бруно в фильме Рафаэлло Матараццо Черазелла «Нора» (1959) и невесты Чиро в фильме выдающегося режиссёра Лукино Висконти «Рокко и его братья» (1960). Снималась в фильмах Дино Ризи, Алессандро Блазетти, играла в комедиях с участием Тото и Альберто Сорди. Прославилась также в популярных в 60-е годы фильмах с мифологическим сюжетом. В 1966 году ушла из кино. Затем появлялась на экране лишь эпизодически, в том числе в фильме Дуччо Тессари и Кристиана Де Сика «Мадам / La madama» (1976).

## Избранная фильмография
- 1954 — Il barcaiolo di Amalfi
- 1955 — Влюблённые
- 1957 — Красивые, но бедные
- 1957 — Lazzarella
- 1959 — Нора
- 1960 — Рокко и его братья
- 1961 — Вакханки
- 1961 — Конгресс мужей
- 1962 — Улисс против Геркулеса
- 1962 — Грех любви
- 1962 — Сын Капитана Блада
- 1962 — Тайный знак Д’Артаньяна
- 1976 — Мадам